# نوروود (کانزاس)
نوروود (به انگلیسی: Norwood) یک منطقهٔ مسکونی در ایالات متحده آمریکا است که در کانزاس واقع شده‌است. لایتوود ۲۸۹ متر بالاتر از سطح دریا قرار دارد.